# 鍇睿國際數位股份有限公司
鍇睿國際數位股份有限公司（英語： CARRY International），為鍇睿行銷控股與分割後子公司，是一家臺灣多媒體整合行銷活動公司，跨足並轉投資多媒體、經紀、數位廣告、電子競技、拳擊賽事...等產業。在電子競技領域，鍇睿從賽事統籌、聯盟運營、線下觀賽到賽事轉播製作，主辦及承辦過亞太地區多項職業及業餘賽事，如：英雄聯盟太平洋職業聯賽（PCS）等，是目前東南亞地區最主要的電競賽事製作品牌，總部位於台北市，並在日本擁有據點。集團員工超過100位，旗下簽約藝人約30位。

## 沿革
- 2014年，顏宥騫（ID：po11po11）擔任批踢踢實業坊英雄聯盟板（LOL板）板主時，為承接站方舉辦之「PTT E-sport電競大賽」（PTT盃）籌組賽事團隊，為鍇睿的發跡原型。
- 2017年，PTT盃透過與政府合作改制為「六都電競爭霸戰」。2018年，顏宥騫透過其任職世代傳媒旗下「上報」關係，創立子公司「鍇睿行銷股份有限公司」（Carry Live Co., Ltd.）延續承辦該系列賽事。
- 2020年，鍇睿行銷脫離世代傳媒。同年，鍇睿舉辦全新大型業餘電競賽事「亞洲電子競技公開賽」（AEC）。[4]
- 2021年，鍇睿行銷與拳頭遊戲成為合作夥伴，為旗下「英雄聯盟太平洋職業聯賽」（PCS）共同主辦單位，並取得英雄聯盟國際賽事轉播權。[5]
- 2023年，鍇睿行銷成立「英雄聯盟太平洋次級聯賽」（PCL），並與拳頭遊戲進一步跨區域合作，取得「英雄聯盟韓國冠軍聯賽」（LCK）中文賽事轉播權。[6]年中，鍇睿行銷跨界承辦高話題性的拳擊賽事「拳上2023 終於之戰」，7月5日於台北小巨蛋開打。[7]同年鍇睿行銷獲得星達資本投資，開始推動IPO，年底更名為「鍇睿國際數位股份有限公司」，並設立格鬥拳擊聯盟子公司「臺灣格鬥運動股份有限公司」。[8]
- 2024年10月4日，鍇睿國際股票登錄興櫃。
- 2025年4月17日，鍇睿國際公告，凱琪娛樂創辦人「凱琪」林筠庭任職鍇睿國際品牌事業部總監[9]。

## 旗下藝人
鍇睿國際為電競賽事主辦起家，經辦過多項電競聯賽，因此也發展了電競產業相關的經紀業務，旗下藝人多為電競圈內網紅、實況主、以及電子競技主播與賽評等。並曾舉辦電競主播賽評培訓徵選節目「你行你上」。
- 小熊 Yuniko
- 湯米（陳敬衡）
- 丁特
- Stanley（王榮燦）
- 花輪同學
- GodJJ（王永傑）
- 部份Section（朱大開）
- 丁亦
- 獅子丸
- Shyguy
- Art
- 賊克
- Yuwu
- 宸瑞
- Siv HD
- 余家儀
- 莉莉雅
- 米芹
- 大魯味
- 李寒
- 羅子杰
- 紋紋
- 李花

## 外部連結
- 鍇睿國際官方網站 （页面存档备份，存于）